# Rigoberto Barón
León Rigoberto Barón Neira es un económista y político colombiano. Fue candidato a la gobernación de Boyacá en 2011 por el Partido Conservador Colombiano. En las elecciones legislativas de 2014 quedó a una curul de ser elegido Senador de la República por el Centro Democrático, pero ante la renuncia de la senadora Ana Mercedes Gómez en marzo de 2015, se posesionó como senador, perdiendo la curul en febrero de 2018 tras sentencia del Consejo de Estado.

## Biografía
Barón Neira es economista de la Universidad Pedagógica y Tecnológica de Colombia (UPTC), especialista en Derecho Laboral de la Universidad Libre y en Gobierno Municipal de la Pontificia Universidad Javeriana. Se he desempeñado como asesor especial del Despacho del Gobernador en la Casa de Boyacá en Bogotá, subsecretario y secretario de Hacienda de Boyacá, director administrativo y financiero de la Fiscalía General de la Nación Seccional Bogotá, vicecónsul de Colombia en Islas Baleares. En el campo político fue diputado de la Asamblea de Boyacá (periodo 2004-2007) y candidato conservador a la gobernación de Boyacá en 2011.